# Anna Barbara van Meerten-Schilperoort

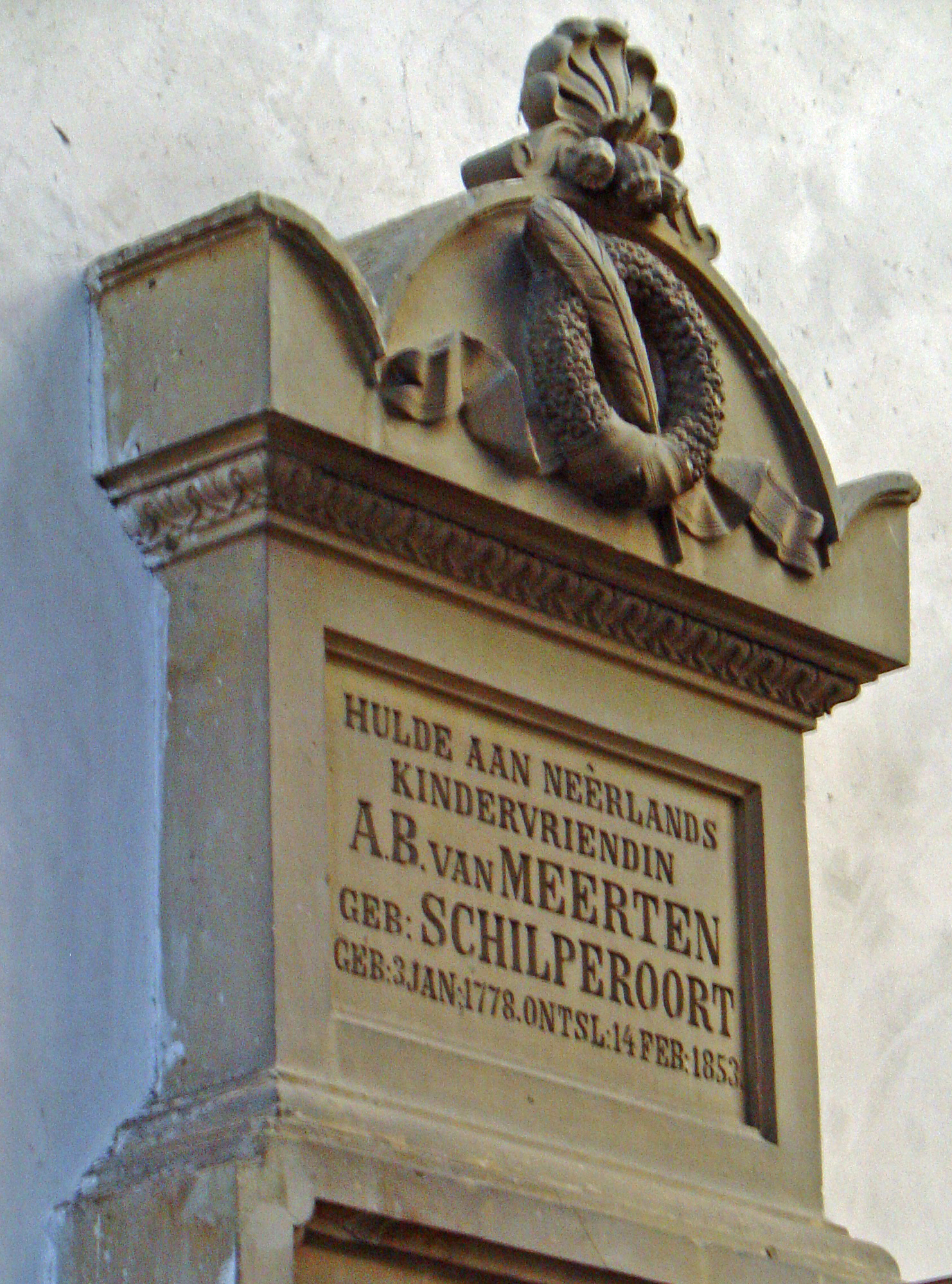
Emlékkő Goudaban

Anna Barbara van Meerten-Schilperoort (Voorburg, Dél-Holland, 1778. január 3. – Gouda, 1853. február 14.) holland írónő.

## Élete
1794. október 6-án férjhez ment Hendrik van Meertenhez (1760–1830), aki 1798-ban lelkészként telepedett le Goudában. A párnak három fia és három lánya született.
Meerten-Schilperoort nyitott egy lánykollégiumot Goudában, amelyről az akkori tanfelügyelőség dicsérően számolt be.

## Művei
- Gids voor jonge lieden van beschaafden stand, tot regeling van hun gedrag bij hunne eerste intrede in de wereld, zoo wel als in hunne huisselijke betrekkingen (1821)
- Reis door het Koningrijk der Nederlanden en het Groothertogdom Luxemburg: voor jonge lieden (1822-1829)
- Vader Oscar; of Een oog op God: het middel, ook voor jonge lieden, om altijd vrolijk en gelukkig te leven (1823)
- De lijdensgeschiedenis en de christelijke feesten voor jonge lieden (1824)
- Fabelkunde voor jonge lieden (1825-1826)
- De kermiswandeling, of Onderrigt omtrent den oorsprong van dit feest, alsmede het nut en gebruik van de voornaamste koopwaren (1825)
- Emilia van Rozenheim, of Familie-tafereelen uit het einde der achttiende en het begin der negentiende eeuw (1828)
- Gumal en Lina, of Het vermogen van het christendom: tooneelspel in vijf bedrijven (1829)
- Godsdienstige voorlezingen voor jonge lieden, ter voorbereiding tot het afleggen hunner christelijke geloofsbelijdenis (1830)
- Woord-oefeningen op de letterkas, of De letterplanken voor jonge kinderen die nog niet schrijven, benevens aanleiding tot oefeningen voor meergevorderden in den briefstijl en het maken van schriftelijke opstellen (1830)
- De zelfopoffering van den Nederlandschen zeeheld J. C. J. van Speyk; benevens eene schets van zijn leven: voor vaderlandsche zonen en dochteren (1832)
- Verhalen en gedichtjes: of Leerzaam en nuttig allerlei voor de jeugd (1832)
- De twee wegen des levens: leesboek over de zedekunde voor jongelieden en jonge dochters die gereed staan de wereld in te treden (1833)
- Tafereelen uit den bruidstaat en het huwelijksleven van jonge bruiden, vrouwen en moeders (1834)
- Nuttige tijdkorting voor de jeugd (1835)
- Proeve van een handboek voor jonge lieden tot godsdienstig bestuur van iederen dag van het jaar, volgens een daarbij opgegeven bijbelspreuk (1835)
- Uitspannings-uren voor ligchaam en geest: der Nederlandsche jeugd aangeboden (1838)
- Mevrouw Belcour onder hare gehuwde vriendinnen (1839)
- Het Noorden van ons vaderland, of Vlugtige schetsen en aangename herinnering van een reistogtje over Utrecht, door Vriesland, Groningen, Drenthe en Overijssel (1840)
- Roosjes op den kinderlijken loopbaan gestrooid (1841)
- Vruchtrijke aren op den akker des levens: ingezameld voor de jeugd (1843)
- Schetsen uit het kinderlijk leven ontleend (1845)
- Kinderbijbel, of Bijbelsche verhalen voor jonge kinderen (5 delen 1845/1852)
- Tijdwinst in ledige uren: verhaaltjes en gedichtjes (1847)
- Leest en betracht: lektuur voor de jeugd (1848)
- Vergeet ons niet: proza en poëzy voor de jeugd (1850)
- Het leven van Dr. Maarten Luther (1850

## Fordítás
- Ez a szócikk részben vagy egészben  az   Anna Barbara van Meerten-Schilperoort című holland Wikipédia-szócikk fordításán alapul.  Az eredeti cikk szerkesztőit annak laptörténete sorolja fel. Ez a jelzés csupán a megfogalmazás eredetét és a szerzői jogokat jelzi, nem szolgál a cikkben szereplő információk forrásmegjelöléseként.